# 極端主義
極端主義或極端思想意指駕馭某件事情到達極限、到達極致，或者是被極端化的性質或狀態，不然就是極端的措施或主見。

## 用法
這個用法對於被認為是遠遠超出主流觀念社會的思想體系（藉由發言者或暗示一些共同的社會共識），主要用於政治或宗教意義的層面。但極端主義能被意味著是經濟的意義。
通常「極端主義」被認為是一種貶義的用法：表達（強烈的）不滿，但主要也囊括更多的學術意味、純粹的描述以及不被譴責的感覺。
一些人認為，所有的社會都有原教旨主義者以及極端主義者，也就是說，極端主義並非特定社會的現象，而可能是普遍存在於所有社會的現象。

## 見解
極端分子通常與中間派或溫和派之間做對比，因伊斯蘭恐怖主義或伊斯蘭政治運動的言論中，經常會極端區分穆斯林的好壞。近年傳媒多使用極端主義取代伊斯蘭恐怖主義的稱呼，以避免把伊斯蘭教等同恐怖主義。
政治議題曾被認為是極端分子通常都來自於最左邊或最右邊，像是激進主義派、反派、極端主義派以及狂熱派。
對於「極端主義」有很多不同的見解，Peter T. Coleman博士、安德烈巴托麗（英語：Andrea Bartoli）博士給出暫時性觀察的定義。
在俄羅斯，極端主義是政治對反對黨的標籤。

## 出版文獻
- George, John and Laird Wilcox. Nazis, Communists, Klansmen, and Others on the Fringe: Political Extremism in America  Prometheus Books, 1992. (ISBN 0-87975-680-2)（英文）
- Himmelstein, Jerome L. All But Sleeping with the Enemy: Studying the Radical Right Up Close  ASA, San Francisco: 1988（英文）
- Hoffer, Eric. The True Believer: Thoughts on the Nature of Mass Movements. Various editions, first published 1951.（英文）
- Schlesinger, Arthur. The Vital Center: The Politics of Freedom. Various editions, first published 1949.（英文）
- Wilcox, Laird. "What Is Political Extremism", retrieved from The Voluntaryist newsletter #27, 1987（英文）
- Ronald Wintrobe. . Cambridge University Press. 2006. ISBN 978-0-521-85964-6.（英文）
- Nawaz, Maajid. Radical: My Journey out of Islamist Extremism (Lyons Press, 2013)（英文）
- Bibi van Ginkel, Engaging Civil Society in Countering Violent Extremism (ICCT – The Hague, 2012) （页面存档备份，存于）（英文）